# Aeroportul Camilo Daza
Aeroportul Camilo Daza (IATA: CUC, ICAO: SKCC) este un aeroport din Norte de Santander Department⁠(d), Columbia ce deservește zona Cúcuta. Aeroportul a fost tranzitat în 2022 de 1.640.339 de pasageri. A fost numit după Camilo Daza⁠(d).
Situat la o altitudine de 310 m, aeroportul dispune de o singură pistă. Este operat de Colombian Civil Aviation Authority⁠(d).